# 大衛·譚普頓
大衛·譚普頓（英語：David Templeton；1989年1月7日—）是一位蘇格蘭足球運動員。在場上的位置是邊鋒。他現在效力於蘇格蘭足球冠軍聯賽球隊格拉斯哥流浪者足球俱樂部。他也曾代表蘇格蘭各級國家青年足球隊參賽。

## 外部連結
- Rangers F.C. profile
- Hearts F.C. profile